# Overprotected
«Overprotected» — второй сингл американской певицы Бритни Спирс из третьего студийного альбома Britney (2001), выпущенный 12 декабря 2001 года на лейбле Jive Records.
Это песня в стиле дэнс-поп и тин-поп о девушке, которая устала от того, что её оберегают, и просто хочет быть сама собой. Композиция получила смешанные отзывы от современных критиков. Как заметили некоторые рецензенты, «Overprotected» — это способ Спирс «вырваться на свободу». Ремикс на песню, сделанный Родни Джеркинсом, был выпущен в США и Канаде в апреле 2002 года.

## Видеоклипы

### Оригинальная версия
Для выпуска оригинальной международной версии песни, Спирс воссоединилась с режиссёром Билли Вудрафом («Born to Make You Happy»). Видео было снято во второй половине ноября 2001 года в Лос-Анджелесе, и выпущено 6 декабря 2001-го, совпав с международным релизом сингла.
Клип «Overprotected» начинается с того, что Бритни уезжает на машине от назойливых репортёров с отрывком из инструментальной версии песни «Bombastic Love», которая представлена альбоме Britney, играя. Она едет в переулок и решает войти на заброшенную фабрику, надеясь, что её преследователи собьются с пути. Когда входит в здание, она начинает танцевать по складу. Танцоры Бритни видят её, гуляющую по фабрике, следуют за ней внутрь. Они находят Спирс танцующей и смеются над этим, прежде чем начали интенсивно танцевать. К концу видео мы видим фрагменты там, где Спирс находится в комнате со стенами, покрытыми фотографиями и статьями о ней. Эти стены то сдвигаются, то раздвигаются, пока не заканчивается видео, обозначающее, что она «сверхоберегаемая».
В видео Спирс носит одежду от аргентинской кампании «Kosiuko». Она решила использовать именно эту одежду в клипе, потому что ей показалось, что это стильно. Создатели дали одежду певице, чтобы прорекламировать их продукт на американском рынке, с тех пор как они недавно открыли модные дома в Майами и других городах в Америке.

### Клип Darkchild Remix
К релизу песни Darkchild Remix в США видео было снято режиссёром Крисом Эпплбаумом. Съемочный процесс проходил в Лос-Анджелесе с 2 по 4 марта 2002 года. Релиз клипа состоялся 26 марта того же года. Видео начинается во время того дня, когда Спирс и её подруги тусуются в комнате отеля. Негативный репортаж о Бритни появляется в телевизионных новостях, и её и её друзья выражают своё несогласие с репортажем. Потом Бритни звонит своему телохранителю, и использует тряпку, чтобы замаскировать её голос, упрашивает его покинуть пост, так чтобы её группа смогла выскользнуть из отеля и наслаждаться днём. Они побежали к лифту и коротко говоря, обманывают камера слежения, прежде чем пошли в главный вестибюль. Впоследствии прогулка по вестибюлю и короткий эпизод с танцами. После этого группа Бритни выбегает из отеля и садятся во внедорожник, и продолжают движение по улице. Салон внедорожника превращается в лимузинный танцевальный зал, и Спирс и её подружки танцуют внутри. Следом, показывается эпизод хореографического танца из вестибюля с угасающими стробами. После внедорожника группа выходит из фургона и бежит в переулок. Поздняя ночь, и начинается сильный ливень, Спирс танцует под ним. В конце видео, мы обнаруживаем, что про Спирс и её подруг, танцующих под дождём были негативный репортаж в начале видео. Обстановка в вестибюле такая же, как и в клипе Джанет Джексон «Son of a Gun (I Betcha Think This Song Is About You)». Оба клипа были сняты в отеле «Millennium Biltmore» в деловом центре Лос-Анджелеса.

## Список композиций
| AUS/NZ CD single 1. «Overprotected» — 3:19 2. «Overprotected» (JS16 Remix) — 6:07 3. «Overprotected» (JS16 Dub) — 5:24 4. «Exclusive Chat with Britney» — 6:10 5. «I’m a Slave 4 U» — 3:23 6. «I’m a Slave 4 U» (Thunderpuss Radio Mix) — 3:19 Japanese CD single 1. «Overprotected» — 3:19 2. «Overprotected» (JS16 Remix) — 6:07 3. «Overprotected» (JS16 Dub) — 5:24 UK CD single 1. «Overprotected» — 3:19 2. «Overprotected» (JS16 Remix) — 6:07 3. «I’m a Slave 4 U» (Thunderpuss Mixshow Edit — The Remix) — 6:15 | 12" Vinyl 1. «Overprotected» (The Darkchild Remix) — 3:20 2. «Overprotected» (The Darkchild Remix — Radio Edit) — 3:06 3. «Overprotected» (The Darkchild Remix — Instrumental) — 3:14 4. «Overprotected» (Radio Edit) — 3:18 5. «Overprotected» — 3:19 6. «Overprotected» (Instrumental) — 3:13 The Singles Collection Boxset Single 1. «Overprotected» — 3:19 2. «Overprotected» (The Darkchild Remix) — 3:20 |

## Чарты и сертификации
| Чарт (2002)                                       | Высшая позиция |
| ------------------------------------------------- | -------------- |
| Австралия (ARIA)                                  | 16             |
| (Canadian Hot 100) The Darkchild Remix            | 22             |
| Бельгия/Фландрия (Ultratop 50)                    | 9              |
| Бельгия/Валлония (Ultratop 50)                    | 14             |
| (Music & Media)                                   | 8              |
| Финляндия (Suomen virallinen lista)               | 7              |
| Франция (SNEP)                                    | 15             |
| Ирландия (IRMA)                                   | 9              |
| (FIMI)                                            | 5              |
| Нидерланды (Dutch Top 40)                         | 15             |
| Нидерланды (Single Top 100)                       | 12             |
| Норвегия (VG-lista)                               | 9              |
| (Romanian Top 100)                                | 5              |
| Испания (PROMUSICAE)                              | 14             |
| Швеция (Sverigetopplistan)                        | 2              |
| Великобритания (OCC UK Singles)                   | 4              |
| США (Billboard Hot 100) · The Darkchild Remix     | 86             |
| США (Billboard Pop Airplay) · The Darkchild Remix | 37             |

| Страна         | Сертификация | Продажи  |
| -------------- | ------------ | -------- |
| Австралия      | Золотой      | 35,000   |
| Франция        | Серебряный   | 100,000+ |
| Швеция         | Золотой      | 20,000   |
| Великобритания | -            | 124,000  |

## История релиза
| Страна         | Дата            | Формат                                   | Лейбл |
| -------------- | --------------- | ---------------------------------------- | ----- |
| Япония         | 12 декабря 2001 | Макси-сингл                              | Sony  |
| США            | 18 декабря 2001 | Макси-сингл                              | Jive  |
| Франция        | 7 января 2002   | Макси-сингл                              | Sony  |
| Германия       | 21 января 2002  | Макси-сингл                              | Sony  |
| Великобритания | 21 января 2002  | Макси-сингл                              | RCA   |
| США            | 1 апреля 2002   | Contemporary hit radio (Darkchild Remix) | Jive  |
| США            | 2 апреля 2002   | 12"                                      | Jive  |